# Tamotsu Komatsuzaki
Tamotsu Komatsuzaki (小松崎 保 Komatsuzaki Tamotsu?, nacido el 10 de julio de 1970 en Chiba) es un exfutbolista japonés. Jugaba de defensa y su último club fue el Yokohama FC de Japón.

## Trayectoria

### Clubes
| Club              | País  | Año         |
| ----------------- | ----- | ----------- |
| Kawasaki Frontale | Japón | 1993 - 1999 |
| Consadole Sapporo | Japón | 2000        |
| Yokohama FC       | Japón | 2001 - 2002 |

## Palmarés

### Títulos nacionales
| Título    | Club              | País  | Año  |
| --------- | ----------------- | ----- | ---- |
| J2 League | Kawasaki Frontale | Japón | 1999 |
| J2 League | Consadole Sapporo | Japón | 2000 |